# مينا رنا
مينا رنا (بالهندية: मीना राणा؛ بالإنجليزية: Meena Rana) هي مغنية هندية، ولدت في 24 مايو 1975 في أوتاراخند في الهند.

## وصلات خارجية
- مينا رنا على موقع IMDb (الإنجليزية)
- مينا رنا على موقع ميوزك برينز (الإنجليزية)